# 白蓮花大飯店
《白蓮花大飯店》（英語：The White Lotus）是美國HBO電視台的黑色喜劇劇集，由麥克·懷特開創 。本影集採用譏諷的手法展現酒店員工和客人的假期生活
。《白蓮花大飯店》第一季於2021年7月11日首播，以夏威夷為背景；第二季於2022年10月30日首播，以西西里島為背景； 第三季於2025年2月16日首播，以泰國為背景。
该剧因其剧本、表演、幽默色彩和制作水准而广受好评，共斩获15项黄金时段艾美奖，其中包括「杰出限定剧或选集剧集奖」，以及2项金球奖，包括「最佳限定剧、选集剧或电视电影奖」。詹妮佛·库里奇凭借在第一、二季的表现赢得多项奖项，包括两座黄金时段艾美奖和一座金球奖，而编剧兼导演怀特则获得两项艾美奖。美國電影學会將其評為2021年和2022年十大最佳電視節目之一。

## 劇情
該系列詳細介紹了“旅遊者在白蓮花大飯店如天堂享受般的一週生活。隨著時間流逝，那些完美的旅遊者、和大飯店的開朗員工們以及田園詩般的地方本身都出現了一種更黑暗又各懷鬼胎的複雜性生活。”

## 演員與角色

### 第一季

#### 主要角色
- 莫瑞·巴特利特（英语：Murray Bartlett） 飾演 阿蒙德（Armond）：白蓮花大飯店的經理[14]。

- 康妮·布里頓（英语：Connie Britton） 飾演 妮可·摩斯巴克（Nicole Mossbacher）：知名搜尋引擎公司的財務長，馬克的妻子[14]。

- 珍妮佛·克莉姬 飾演 譚雅·麥克沃德（Tanya McQuoid）：總是計較瑣事的女性，她的母親剛剛過世[14]。

- 亞歷珊卓·達迪莉奧 飾演 瑞秋（Rachel）：記者，夏恩的新婚妻子[14]。

- 佛瑞德·海興格（英语：Fred Hechinger） 飾演 昆恩·摩斯巴克（Quinn Mossbacher）：妮可和馬克的兒子，性格孤僻，不喜社交[14]。

- 傑克·拉齊 飾演 夏恩·裴頓（Shane Patton）：富有的房產經紀人，瑞秋的新婚丈夫[14]。

- 布蘭特妮·奧格雷迪（英语：Brittany O'Grady） 飾演 寶菈（Paula）：歐莉薇雅的同學兼好友[14]。

- 娜塔莎·羅斯威爾 飾演 貝琳達（Belinda）：白蓮花大飯店的水療經理[14]。

- 辛德妮·史威尼 飾演 歐莉薇雅·摩斯巴克（Olivia Mossbacher）：妮可和馬克的女兒，昆恩的姐姐，大二學生[14]。

- 史提夫·扎恩 飾演 馬克·摩斯巴克（Mark Mossbacher）：妮可的丈夫，正在遭受身體健康問題困擾[14]。

- 莫莉·香儂（英语：Molly Shannon） 飾演 凱蒂（Kitty）：夏恩的母親[14]。

### 常設角色
- 凱科亞·史考特·凱庫馬諾（英语：Kekoa Scott Kekumano） 飾演 凱伊（Kai）：白蓮花大飯店的工作人員，與寶菈私會[15]。

- 盧卡斯·蓋奇 飾演 狄倫（Dillon）：白蓮花大飯店的工作人員[15]。

- 亞歷克·梅里諾（英语：Alec Merlino） 飾演 哈奇（Hutch）：白蓮花大飯店的服務生[16]。

- 瓊·葛茲 飾演 葛瑞格（Greg）：白蓮花大飯店的客人[15] 。

#### 客串
- 喬琳·珀迪（英语：Jolene Purdy） 飾演 蘭妮（Lani）：白蓮花大飯店的實習生[15]。

### 第二季

#### 主要角色
- F·莫瑞·亞伯拉罕 飾演 伯特·狄格拉索（Bert Di Grasso）：多明尼克年邁、風流成性的父親[17]。

- 珍妮佛·克莉姬 飾演 譚雅·麥克沃德（Tanya McQuoid）：從第一季開始重新飾演她的角色[14] 。

- 亞當·狄馬可（英语：Adam DiMarco） 飾演 阿爾比·狄格拉索（Albie Di Grasso）：多米尼克和藹可親、不善社交的兒子，剛從史丹佛大學畢業[17]。

- 梅根·費伊（英语：Meghann Fahy） 飾演 黛芙妮·蘇利文（Daphne Sullivan）卡麥隆看似甜蜜但善於操縱的全職妻子[18]。

- 碧翠絲·葛蘭諾（英语：Beatrice Grannò） 飾演 米婭（Mia）：一位當地有抱負的歌手，她拒絕朋友露西亞向她介紹性工作者[19]。

- 瓊·葛茲 飾演 葛瑞格·杭特（Greg Hunt）：譚雅反復無常的丈夫，從第一季開始重新飾演他的角色[20]。

- 湯姆·荷蘭德 飾演 昆汀（Quentin）一位富有的英國同性戀僑民與他的朋友和侄子傑克一起旅玩[17]。

- 莎賓娜·伊帕奇托雷（英语：Sabrina Impacciatore） 飾演 瓦倫提娜（Valentina）：西西里白蓮花大飯店的嚴格經理[19]。

- 麥克·英普雷歐里 飾演 多明尼克·狄格拉索（Dominic Di Grasso）：一個對性上癮的好萊塢製片人與他的父親伯特和兒子阿爾比一起旅遊[21]。

- 席歐·詹姆斯 飾演 卡麥隆·蘇利文（Cameron Sullivan）：狂妄自大、詭計多端的投資經理，黛芙妮的丈夫和伊森的大學朋友[18]。

- 奧布瑞·普拉扎 飾演 哈珀·史皮勒（Harper Spiller）：一個拘謹的律師，伊森的妻子[22]。

- 海莉·盧·理查森 飾演 波西婭（Portia）：譚雅度假時帶來的群龍無首的年輕助理[17]。

- 威爾·沙比（英语：Will Sharpe） 飾演 伊森·史皮勒（Ethan Spiller）：一位新貴的科技企業家，哈珀的丈夫和卡麥隆的大學朋友[18]。

- 西蒙娜・塔巴斯哥（英语：Simona Tabasco） 飾演 露西婭（Lucia）：當地的女騙子和性工作者[19]。

- 李奧·伍道爾（英语：Leo Woodall） 飾演 傑克（Jack）：昆汀的侄子，一個來自埃塞克斯的厚顏無恥、魅力非凡的年輕人[18]。

#### 常設角色
- 費德里柯·費蘭特（Federico Ferrante） 飾演 洛可（Rocco）：瓦倫提娜非常不喜歡的白蓮花大飯店的前檯員工。

- 伊萊奧諾拉·羅曼迪尼（Eleonora Romandini）飾演 伊莎貝拉（Isabella）：一個笑口常開的白蓮花大飯店禮賓員工。

- 費德里柯·施克里巴尼（Federico Scribani）飾演 喬塞佩（Giuseppe）：白蓮花大飯店的酒吧歌手和鋼琴家。

- 法蘭西斯科·澤卡（Francesco Zecca）飾演 馬特奧（Matteo）：昆汀的朋友。

- 保羅·卡米利（Paolo Camilli）飾演 雨果（Hugo）：昆汀的朋友。

- 布魯諾·戈利（Bruno Gouery）飾演 迪迪埃（Didier）：昆汀的朋友。

#### 客串
- 蘿拉·鄧恩（配音） 飾演 艾比（Abby）：多米尼克分居的妻子[23]

## 集數
| 季數 | 集数 | 集数 | 首播日期       | 首播日期       |
| 季數 | 集数 | 集数 | 首映           | 季终           |
| ---- | ---- | ---- | -------------- | -------------- |
| 1    | 6    | 6    | 2021年7月11日  | 2021年8月15日  |
| 2    | 7    | 7    | 2022年10月30日 | 2022年12月11日 |
| 3    | 8    | 8    | 2025年2月16日  | 2025年4月5日   |

### 第一季
| 總集數 | 集數 （季） | 標題           | 導演      | 編劇      | 首播日期      | 美國收視人數 （百萬） |
| --- | ----------- | -------------- | --------- | --------- | ------------- | --------------------- |
| 1 | 1           | 《到達》       | 麥克·懷特 | 麥克·懷特 | 2021年7月11日 | 0.420                 |
| 夏恩·裴頓在機場目睹一具屍體被裝上飛機。七天之前，白蓮花大飯店的經理阿蒙德、新員工蘭妮以及其他工作人員迎接新一批客人。夏恩和瑞秋是一對新婚夫婦，他們來到此地度蜜月。夏恩發覺入住的房間不是網上預訂的蜜月房，他開始對此耿耿於懷，找到阿蒙德詢問此事。瑞秋對此並不十分介意，兩人開始發生齟齬。譚雅·麥克沃德希望在途中將剛過世母親的骨灰撒向大海，但是未能找到合適時間。她入住後希望能夠得到按摩服務，但是水療中心已經客滿，水療經理貝琳達為她進行顱薦椎療法。知名大型化妝品公司的財務長妮可·摩斯巴克與家人來到白蓮花大飯店度假。她的丈夫馬克懷疑自己患有睪丸癌，妮可勸他不要自我懷疑，趁此機會多花時間陪伴性格孤僻的兒子昆恩。妮可和馬克的女兒歐莉薇雅與好友寶菈在泳池邊曬太陽，結識瑞秋。瑞秋稱自己是專欄記者，曾為歐莉薇雅的母親妮可執筆過人物專訪。懷孕的蘭妮在工作時羊水破裂，阿蒙德顧不上她，仍然在籌備晚餐。客人就餐期間，蘭妮在醫生的幫助下順利生產。馬克接到醫生打來的電話，但是電話在他獲知病情結果之前斷線。瑞秋和夏恩和解，繼續兩人的蜜月溫存。    |             |                |           |           |               |                       |
| 2 | 2           | 《新的一天》   | 麥克·懷特 | 麥克·懷特 | 2021年7月18日 | 0.459                 |
| 馬克得知自己的癌症診斷結果為陰性，心情轉好。他當晚從叔叔口中得知父親原來並非死於癌症，而是艾滋病。他的父親生前是同性戀，過著隱秘的雙重生活。夏恩將住錯房間的事情告知母親凱蒂，她要求旅行社經紀人通知阿蒙德解決此事。瑞秋考慮接受一家社群媒體提供的工作，撰寫與火人祭有關的新聞報導。瑞秋向妮可徵求意見，妮可建議她留有後路，做獨立女性。隨後，妮可得知一篇關於自己的專欄文章是由瑞秋撰寫，她指責瑞秋在文章措詞偏頗，誤導讀者自己利用#MeToo等女權運動謀取更高職位。夏恩不同意瑞秋在蜜月期間一心二用，瑞秋最終不得不拒絕工作邀約。歐莉薇雅和寶菈在沙灘上吸食大麻等毒品，被譚雅打斷。他們匆忙逃走，將裝有毒品的手袋遺留在沙灘上。手袋被工作人員交到阿蒙德的辦公室。阿蒙德正處於戒毒期間，遭受巨大的工作壓力，他最終選擇獨自吸食毒品，而沒有將手袋還給歐莉薇雅。歐莉薇雅目睹寶菈與工作人員私會，心生嫉妒。譚雅邀請貝琳達共進晚餐，並提出可以資助她獨立開展與健康水療有關的業務。當晚，昆恩被姐姐歐莉薇雅趕出酒店房間，他獨自前往海灘，看到一群鯨魚在海中跳躍。 |             |                |           |           |               |                       |
| 3 | 3           | 《神秘的猴子》 | 麥克·懷特 | 麥克·懷特 | 2021年7月25日 | 0.478                 |
| 昆恩在沙灘上睡覺時，他的平板電腦等電子設備被海水沖走。歐莉薇雅開始懷疑寶菈夜間偷偷溜出去與別人約會。瑞秋擔心她與夏恩的婚姻建立在夏恩對自己的性吸引力上。為了安慰瑞秋，夏恩籌劃一場浪漫晚宴，他請求阿蒙德幫忙。阿蒙德忍受不了夏恩的不停抱怨，建議他們將晚宴設在日落遊船之中。阿蒙德沒有告訴夏恩，譚雅同樣計劃乘坐這艘遊船，將母親的骨灰撒入大海。譚雅誤會夏恩和瑞秋是專門來支援自己，進一步暗中激怒夏恩。馬克得知父親去世的真相之後，開始心煩意亂。他不停飲酒，並陸續和兒子昆恩、瑞秋以及酒店裡的其他女性尬聊。阿蒙德繼續服用寶菈手袋中的藥物，並與酒店的服務生狄倫調情。當晚，妮可拒絕與醉酒的馬克發生性關係。歐莉薇雅暗中跟蹤寶菈，發現她與酒店的服務生凱伊偷情。 |             |                |           |           |               |                       |
| 4 | 4           | 《轉換觀點》   | 麥克·懷特 | 麥克·懷特 | 2021年8月1日  | 0.515                 |
| 昆恩再次在沙灘上醒來，看到夏威夷當地人將一艘獨木舟從海水中拉至岸上。當天下午，昆恩向他們打招呼。寶菈的情人凱伊向她傾訴自己過去的經歷。寶菈告訴凱伊，歐莉薇雅是一個嫉妒心極強的朋友，她不希望寶菈得到自己沒有的任何事物。歐莉薇雅和寶菈從譚雅口中得知裝有毒品的手袋下落，她們開始質問阿蒙德。阿蒙德將袋中的毒品留下，將剩下的物品歸還給她們。夏恩要求直接與阿蒙德的上司對話。譚雅和貝琳達繼續商談籌建獨立健康中心的計劃。當晚，譚雅被隔壁新入住的客人格雷格邀請共同就餐，她因此推遲與貝琳達的談話。為了彌補此前對夏恩造成的種種不便之處，阿蒙德暗中邀請夏恩的母親凱蒂來到酒店。瑞秋感知到她比夏恩更加冥頑不靈，同樣不支持自己繼續工作。馬克和昆恩繼續參加水肺潛水的練習課程。馬克向他透露自己曾經出軌，最後被妮可寬恕。阿蒙德邀請狄倫來到辦公室共同吸食毒品，隨後兩人開始做愛。夏恩發覺阿蒙德拿來的上司名片是偽造的，衝進他的辦公室想要與他當面對質，正遇到阿蒙德與狄倫做愛。                                                                               |             |                |           |           |               |                       |
| 5 | 5           | 《食蓮者》     | 麥克·懷特 | 麥克·懷特 | 2021年8月8日  | 0.541                 |
| 阿蒙德與狄倫的性事被夏恩撞見之後，為了掩蓋此事，阿蒙德為夏恩和瑞秋換了更好的套房。貝琳達希望給譚雅展示策劃的商業提案，但是譚雅當前對自己與格雷格之間的關係更感興趣。譚雅向格雷格坦承自己非常容易情緒化，格雷格沒有退卻，仍然與她保持聯繫。昆恩與夏威夷當地的賽艇運動員一起進行划船訓練。寶菈說服凱伊從摩斯巴克一家的保險箱中偷竊昂貴的財物，用來對酒店提起訴訟。妮可指責馬克擅自將他曾發生婚外情的消息告知兒子昆恩。她沒有隨著眾人前去海中進行水肺潛水，獨自回到酒店。妮可正面遭遇在房間內偷竊的凱伊。隨後趕回的馬克試圖阻止凱伊，被凱伊毆打。凱伊倉皇逃走。酒店為了彌補摩斯巴克一家的損失，願意全額退回他們的房錢。當晚，歐莉薇雅懷疑寶菈參與策劃了偷盜行徑。 |             |                |           |           |               |                       |
| 6 | 6           | 《離開》       | 麥克·懷特 | 麥克·懷特 | 2021年8月15日 | 0.850                 |
| 瑞秋向夏恩坦承自己開始後悔嫁給他。格雷格告訴譚雅自己身患絕症，譚雅仍然決定留在他身邊。因此譚雅告知貝琳達不能再資助她，並留給她一筆現金。貝琳達只得放棄她的個人商業計劃。凱伊被警方逮捕，摩斯巴克一家的財物被全數追回。寶菈向歐莉薇雅承認自己的所作所為，並指責她和家人一樣貪圖享有特權。兩人隨後和解。昆恩告知父母，他決定留在島上，與賽艇運動員一起划船。妮可和馬克不同意昆恩的想法。夏恩得知摩斯巴克一家在酒店被盜竊的消息，打電話告知旅行社經紀人，並通知了阿蒙德的上司。阿蒙德因此被解僱。意志消沉的阿蒙德在上班的最後一天大量吸食毒品。當晚，阿蒙德帶領客人就餐之後，潛入夏恩的套房，在他的行李箱內大便。夏恩回到房間，失手用水果刀刺死阿蒙德。阿蒙德的屍體被裝上飛機，與其他客人一道離開夏威夷。瑞秋來到機場，與夏恩和好。昆恩在家人登機之後離開機場，加入當地賽艇隊。 |             |                |           |           |               |                       |

### 第二季
| 總集數 | 集數 （季） | 標題           | 導演      | 編劇      | 首播日期       | 美國收視人數 （百萬） |
| --- | ----------- | -------------- | --------- | --------- | -------------- | --------------------- |
| 7 | 1           | 《您好》       | 麥克·懷特 | 麥克·懷特 | 2022年10月30日 | 0.460                 |
| 西西里陶爾米納白蓮花大飯店的幾位遊客被發現死在附近的海灘上。一週前，一群客人來到白蓮花大飯店，受到脾氣暴躁的經理瓦倫提娜的歡迎。其中包括譚雅，她現在已與葛瑞格結婚，儘管他們的關係已經開始緊張。葛瑞格得知譚雅帶著她年輕的助理波西婭去浪漫度假時很生氣；為了安撫他，同時仍然保留波西婭的工作，譚雅命令波西婭留在她的房間裡，以免被發現。心煩意亂的波西婭後來遇到了史丹佛大學的新畢業生阿爾比·狄格拉索並建立了聯繫，他正在與他的父親多米尼克一起探索他在西西里島的祖先根源 - 一位好萊塢製片人，由於他的多次不忠而婚姻失敗 - 以及風流成性的祖父伯特。同時，已婚夫婦伊森和哈珀·史皮勒與伊森傲慢的大學室友卡麥隆·蘇利文和他的妻子黛芙妮一起去西西里旅行。哈珀很快就被卡麥隆和黛芙妮拒之門外，認為他們不斷表達愛意是虛偽的。卡麥隆在借用並換上伊森的泳褲時故意讓自己暴露在哈珀面前。伊森對哈珀的擔憂置之不理，並說卡麥隆可能沒有意識到她能看到他。當地性工作者露西婭和她的朋友米婭潛入度假村，去見她最新的客戶多米尼克。 |             |                |           |           |                |                       |
| 8 | 2           | 《義大利之夢》 | 麥克·懷特 | 麥克·懷特 | 2022年11月6日  | 0.421                 |
| 多米尼克在酒店安排露西婭和米婭做他的賓客。波西婭和狄格拉索一家一起參觀了陶爾米納的古老劇院，伯特繼續在那裡進行不恰當的談話。阿爾比和波西婭在晚餐時討論了他們的浪漫偏好，而波西婭後來違反了她與 譚雅的保密協議，向阿爾比洩露了譚雅過去的骯髒細節。在他們的夜晚結束時，阿爾比笨拙地親吻了波西婭。與此同時，伯特責備多米尼克處理婚外情的方式“草率”。多米尼克後來向露西婭解釋說，他想克服自己的性上癮，但當她和米婭表示“感謝”他讓他們在他的賬單上享受大飯店的便利設施時，他讓步了。與卡麥隆和黛芙妮形成鮮明對比的是，伊森和哈珀在旅途中努力建立性化學反應。卡麥隆在游泳時再次向哈珀傳球。哈珀後來向伊森道歉，因為他是個“潑婦”，並承諾會享受他們的旅行。葛瑞格告訴譚雅他必須飛回丹佛工作。後來她無意中聽到他和他可能的情人通電話。 |             |                |           |           |                |                       |
| 9 | 3           | 《金牛象》     | 麥克·懷特 | 麥克·懷特 | 2022年11月13日 | 0.474                 |
| 伯特告訴多米尼克他看到露西婭和米婭離開了他的房間；多米尼克感到內疚和羞愧，與露西婭斷絕關係。阿爾比試圖在與家人的一日遊中給波西婭留下好印象，但譚雅把她叫走了；她對葛瑞格的離開感到非常難過，需要波西婭的支持。譚雅諮詢塔羅牌算命師，算命師告訴她葛瑞格愛上了別人。那天晚上，阿爾比試圖對波西婭表現得更性感，但她發現自己反而被她在大飯店泳池看到的一個英國男人所吸引。黛芙妮和哈珀拜訪諾托，而卡麥隆和伊森則花一天時間玩水上摩托車。黛芙妮在諾托密會租了一座宮殿住了一晚，她告訴哈珀，雖然她知道卡麥隆的不忠，但她選擇不把自己視為受害者。她還暗示卡麥隆的商業夥伴從事犯罪活動。對伊森沒有給他任何內線交易提示感到失望的卡麥隆試圖說服伊森投資他的公司。他們整晚都喝得爛醉如泥、服用搖頭丸並與露西婭和米婭開派對；卡麥隆與露西婭發生性關係，但伊森拒絕了露西婭。 |             |                |           |           |                |                       |
| 10 | 4           | 《在沙盒中》   | 麥克·懷特 | 麥克·懷特 | 2022年11月20日 | 0.416                 |
| 卡麥隆沒有全額支付露西婭和米婭。哈珀和黛芙妮從諾托回來。當哈珀昨晚追問伊森時，他只承認喝醉了，隱瞞了卡麥隆的出軌。哈珀在他們的房間裡發現了一個保險套包裝紙，這讓她很震驚，但他一整天都為此大發雷霆，而沒有去面對伊森。譚雅與住在巴勒莫的富有的英國男同性戀者昆汀成為朋友。他把她介紹給他的朋友，她玩得很開心。波西婭遇到了他的侄子傑克，她早些時候在游泳池裡發現了他，他們一拍即合。與此同時，阿爾比在等待波西婭時遇到了露西婭。不知道她是一名與他父親睡過覺的性工作者，兩人感情良好。當露西婭開始質疑自己的人生選擇時，米婭突然決定與喬塞佩發生性關係以進一步發展她的音樂事業，而忽略了露西婭試圖勸阻她。當喬塞佩無法進行性行為時，這適得其反，他服用了一些認為是威爾鋼的藥。他後來在晚上的演出中倒下，被救護車帶走。在傑克和波西婭離開酒吧一起睡覺後不久，阿爾比和露西婭回到他的房間，在那裡她對他進行了吹潮。 |             |                |           |           |                |                       |
| 11 | 5           | 《這就是愛》   | 麥克·懷特 | 麥克·懷特 | 2022年11月27日 | 0.641                 |
| 伊森在發現避孕套包裝紙後終於和哈珀坦白了；她勉強接受了他的道歉。兩對夫婦進行了一次品酒之旅，途中越來越醉的哈珀給出了各種暗示，表明她知道發生了什麼事。伊森指責卡麥隆有“模仿慾望”，因為他有勾引伊森在大學時感興趣的每個女人的習慣。一整天，哈珀都在不斷地貶低伊森，讓他難堪。晚餐時，卡麥隆把手放在桌子底下哈珀的腿上。當露西婭要求支付前一晚的性行為費用時，阿爾比感到很驚訝。多米尼克試圖勸阻阿爾比和露西婭不要見面，但阿爾比似乎愛上了她。露西婭被一個名叫艾西歐（Alessio）的男人搭訕，她聲稱她欠他錢。阿爾比和露西婭再次共度良宵。米婭發現瓦倫提娜是蕾絲邊後，用她的性愛換取喬塞佩的鋼琴演出，直到他康復。譚雅和波西婭與昆汀和他的朋友們一起造訪巴勒莫。昆汀陪譚雅在馬西莫貝利尼劇院觀看《蝴蝶夫人》的演出。與此同時，傑克和波西婭探索小鎮，在當地一家餐館品嚐了炸飯丸球之後便大快朵頤。譚雅後來震驚地發現傑克與他的“叔叔”昆汀發生性行為。 |             |                |           |           |                |                       |
| 12 | 6           | 《綁架》       | 麥克·懷特 | 麥克·懷特 | 2022年12月4日  | 0.684                 |
| 伊森和哈珀討論了彼此缺乏吸引力的問題，哈珀問伊森是否還想要她。後來看到哈珀在海灘上與卡麥隆互動後，伊森越來越懷疑哈珀在和卡麥隆一起欺騙他。狄格拉索斯一家去拜訪他們明顯的血親的家。阿爾比帶著露西亞做翻譯，但艾西歐跟著他們； 露西亞最終同意陪伴他，反對狄格拉索斯的抗議。狄格拉索一家抵達他們的祖村，在那裡找到了一個狄格拉索家族，他們在沒有事先通知的情况下拜訪了他們。剩下的家庭成員是三個不同世代的女性，她們憤怒地將她們拒之門外。伯特很沮喪，因為他希望一個更幸福的家庭團聚。露西婭當晚回到飯店，告訴阿爾比，她只有在付清欠他的錢後才能離開艾西歐。瓦倫提娜享受著她與米婭的第一次蕾絲邊幽會，此前，瓦倫提娜迷戀的禮賓員工伊莎貝拉向前檯員工洛科透露了她的訂婚消息。譚雅向波西婭暗示，傑克可能不是昆汀的侄子。昆汀和他的古柯鹼販子尼科洛（Niccoló）陷害了譚雅；在他們發生性關係之前，譚雅發現了一張昆汀和一名男子（可能是葛瑞格）年輕時的合影。喝得爛醉如泥的傑克向波西婭承認，昆汀和他的朋友們把所有的錢都花在了他們的奢侈品上，並隱晦地暗示，昆汀是用性交易來交換他，才把他從可怕的環境中解救出來的。 |             |                |           |           |                |                       |
| 13 | 7           | 《再次相遇》   | 麥克·懷特 | 麥克·懷特 | 2022年12月11日 | 0.854                 |
| 在哈珀向伊桑承認卡麥隆吻了她之後，他惱羞成怒地攻擊卡麥倫，在旁觀者介入之前差點淹死他。伊森和黛芙妮分享了他的懷疑，黛芙妮重複了她給哈珀的建議，做任何讓他感覺好一點的事情；然後她邀請他和她一起去附近的一個小島散步，但沒有透露他們是否在那裡發生過性關係。精力充沛的伊桑後來與哈珀發生性關係，重新點燃了他們婚姻中的激情。阿爾比說服多米尼克將五萬歐元電匯給露西婭，以將她從艾西歐手中解救出來，以換取阿爾比幫助挽救多米尼克的婚姻。露西婭後來離開了阿爾比，並與米婭和艾西歐一起慶祝她成功的騙局。瓦倫提娜聘請米婭擔任大飯店的新鋼琴歌手，這激怒了喬塞佩。波西婭醒來發現手機不見了，著急起來，而傑克向她保證一切都很好。她拿起他的電話給譚雅打電話，告訴她她覺得有什麼可怕的事情要發生了。譚雅懷疑葛瑞格僱用昆汀和他的同夥來殺死她，以便他可以繼承她的財產。驚慌失措的她撿起尼科洛的槍，殺死了他、昆汀和迪迪埃，但在試圖登上小艇逃跑時，她滑倒了，撞到頭而溺水身亡。第二天，她的屍體被沖上岸，被黛芙妮發現，遊艇上的其他屍體也很快被發現。波西婭質問傑克與昆汀的關係；他憤怒地開車離開，說他會把波西亞帶回陶爾米納。他後來將她送到卡塔尼亞-豐塔納羅沙機場附近，警告她為了自己的安全不要返回白蓮花大飯店。阿爾比和波西婭在機場再次相遇，阿爾比告訴她最近的死亡事件。他們在等待回家的航班時交換電話號碼。 |             |                |           |           |                |                       |

## 製作

### 開發
2020年10月19日，HBO宣布預訂限定影集《白蓮花大飯店》，由麥克·懷特開創，他同時擔當編劇和導演，並與大衛·伯納德（David Bernad）和尼克·霍爾（Nick Hall）共同擔當執行製片人。
2021年8月10日，HBO宣布預訂第二季， 共七集，標題為《白蓮花大飯店：西西里》（The White Lotus: Sicily）。懷特最初設想第二季在政治背景下舉行，比如彼爾德伯格會議，但放棄了這個想法，選擇了義大利。 懷特說，“西西里島的神話，至少從美國人的角度來看，是典型的性政治和角色扮演，你會聯想到歌劇、黑手黨和義大利浪漫。我覺得它應該更多地關注男女、關係和通姦，並有歌劇的感覺，所以我轉向了。”被要求描述第二季， 懷特將其比喻為“一場有笑到掉牙的臥室鬧劇”。 金·紐多夫（Kim Neundorf）在第二季中擔任了額外的作曲家。 2022年11月18日，HBO續訂了該劇第三季。

### 選角
2020年10月，隨著影集開發製作，莫瑞·巴特利特、康妮·布里頓、珍妮佛·克莉姬、亞歷珊卓·達迪莉奧、佛瑞德·海興格、傑克·拉齊、布蘭特妮·奧格雷迪、娜塔莎·羅斯威爾、辛德妮·史威尼和史提夫·扎恩確定參演影集。2020年10月30日，莫莉·香儂、喬恩·格里斯、喬琳·珀迪、凱科亞·凱庫馬諾和盧卡斯·蓋奇確定出演常設角色。亞歷克·梅里諾是和麥克·懷特一起参加《幸存者:大衛VS歌利亞》的選手，他被安排飾演服務員。
在宣布續訂第二季後，據報導第二季將主要集中在另一家白蓮花大飯店的新角色陣容，儘管麥克·懷特曾表示有可能讓第一季的一些演員出現作為他們的角色回歸的季節。 2021年10月15日，據報導珍妮佛·克莉姬將在第二季回歸。 2022年1月，宣布麥克·英普雷歐里、奧布瑞·普拉扎、F·莫瑞·亞伯拉罕、亞當·狄馬可、湯姆·荷蘭德和海莉·盧·理查森將出演第二季。 2022年2月，席歐·詹姆斯、梅根·費伊和威爾·沙比加入劇組，成為劇集的主要角色，而李奧·伍道爾 則在第二季中擔任常設角色。 2022年3月，碧翠絲·葛蘭諾、莎賓娜·伊帕奇托雷和西蒙娜・塔巴斯哥加入了第二季的主演陣容。 在宣布第三季續訂後，據報導另一個白蓮花大飯店將有新的角色陣容。

### 拍攝
在遵循2019冠狀病毒病疫情管制措施的情況下，主體拍攝於2020年10月在夏威夷開機。 班·庫欽斯（Ben Kutchins）擔當攝影指導。2021年11月21日，製作組在懷勒亞完成部分拍攝作業，於12月轉至茂宜島繼續拍攝。
2022年1月20日，宣布第二季將在義大利西西里陶爾米納的拍攝； 2022年2月28日，HBO確認在那裡開始製作。 第二季的開場主題，伴隨著合唱的聲音，展示了巴勒莫切法盧主教座堂壁畫中的場景。拍攝在西西里的多個地點進行，特別是：整個陶爾米納市，特別是代表主要地點的聖多梅尼科皇宮酒店（San Domenico Palace Hotel），陶爾米納古代劇場；在切法盧，擁有長長的海灘和切法盧主教座堂的景色；在西西里島菲烏梅弗雷多（擁有著名的奴隸城堡）；在巴勒莫，特別是在馬西莫劇院和塔斯卡別墅（Villa Elena）；歌劇院的內部場景在卡塔尼亞的馬西莫貝利尼劇院舉行。在諾托市，尤其是埃琳娜別墅（Villa Elena）；和賈爾迪尼-納克索斯。西西里海濱的不同景色和埃特納火山的不同景色。

### 預算
據《紐約》報導，第二季的製作成本保持在每集300萬美元以下，與第一季相同。第二季拍攝地義大利為在該國拍攝的外國電影提供高達40%的稅收減免。

## 發行
該系列於2021年7月11日在HBO首播。 在英國和愛爾蘭，該系列於2021年8月16日在天空大西洋頻道首播。 第二季於2022年10月30日首播。

## 迴響

### 關鍵評價

#### 第一季
綜合評論網站爛番茄根據95篇評論家評論報告，《白蓮花大飯店》第一季的支持率為89%，平均評分為8.4/10。 該網站的評論家們一致認為，“儘管它的真實意圖可能會有點模糊，但華麗的遠景、曲折的劇情和完美的演員陣容，使《白蓮花大飯店》成為一個引人注目但令人不舒服的度假勝地。”。 在Metacritic上，第一季基於39位評論家的評分為82/100分，表明“普遍好評”。
《電視指南》的馬修·雅各布斯（Matthew Jacobs）給出4.5/5的評分，認為影集是「迄今為止年度最佳電視之一」" 。《滾石》的艾倫·塞賓沃爾給出3.5/5的評分，稱其“經常令人反感，有時充滿詩意，有時滑稽，而且自始至終都很獨特。”，《紐約客》的娜奧米·弗萊（Naomi Fry）稱讚了他“對人物的喜愛，他們從來都不會覺得自己像漫畫”，《時代》的朱迪·伯曼（Judy Berman）評論道，他“對角色的內部衝突以及他們不同程度的自我意識有著獨特的適應能力。” 《紐約時報》的詹姆斯·波尼沃茲克讚揚了懷特在“諷刺和真誠”的語氣中的標誌性平衡，以及他“對人們如何將理想主義武器化的敏銳洞察力”，儘管他也指出，這篇文章“有時會顯得很有話題性，因為它的文化戰爭《瘋狂的自由》提到了處發和懲罰、取消和人肉搜尋。 全體同仁的演出受到了廣泛的讚揚，RogerEbert.com的羅珊娜·哈達迪（Roxana Hadadi）給出了四顆星中的四顆星，並寫道這揭示了“幾乎所有人都著迷的表演組合”。 關於阿蒙德這個角色，波尼沃茲克寫道，莫瑞·巴特利特展示了“從事這項工作的無形體操”，並把他演得像“盤繞的彈簧”。 哈達迪稱讚娜塔莎·羅斯威爾的“細緻入微、富有彈性的作品”，在銀幕上的最後時刻“令人難忘”。 朱迪·伯曼表示，珍妮佛·庫里姬有望成為該系列的突破，但也讚揚了巴特利特、羅斯威爾、史提夫·扎恩、傑克·拉齊、辛德妮·史威尼和亞歷珊卓·達迪莉奧。
第一季的批評哀嘆在大飯店工作的非白人夏威夷本土角色，如蘭妮和凱伊，在銀幕上的時間很少，是最不發達的角色。通過這種管道，評論家認為這部劇沒有充分涉及帝國主義和白人特權的話題，該季劇情似乎準備在諷刺富裕的白人上層階級時責備這些問題。 波尼沃茲克認為，該劇“可以把更多的注意力放在《樓上樓下》的故事中；以輕描淡寫，但並沒有真正探索夏威夷當地員工的生活，他們為賓客整理餐桌並進行晚餐儀式”。 [63]Vox的米切·爾庫加（Mitchell Kuga）寫道，對帝國主義進行了抨擊，模仿了一個道德中心，但除了單純的姿態之外，從未涉及過這個話題……如果一部諷刺作品複製了它聲稱要諷刺的權力結構，那麼它能有多成功呢？” 懷特曾表示，減少本地角色的螢光幕前的目的是為了展示員工在更有特權的人看來是多麼“可互換”。
《華盛頓郵報》的康英科（Inkoo Kang）表示，這些角色和表演“構成了一部曲折、反胃、令人汗流浹背的幽閉恐怖劇”，但他認為，除了其他以白人、富人為中心的熱門電視劇，如《繼承之戰》、《美麗心計》、《還原人生》和《王冠》，《白蓮花大飯店》沒有任何新的東西“可以觀察到有錢人和有關係的人在不幸的死亡中可能留下的不經意的破壞痕迹”。 在《觀察家報》中，凱爾·特納（Kyle Turner）寫道，“作為一個非常喜歡懷特通常溫柔、靈巧的平衡語氣的人”，他希望該劇“在瞄準毒箭方面更加精准”。” 特納補充說，該劇“過於寬泛，無法成為一部好的諷刺劇；過於尖銳的批評，無法成為一部純粹的悲劇；過於投入情節劇，無法成為一部寬泛的喜劇，直到它在語氣和精神上的優柔寡斷變成了銜尾蛇。這並不是說這些流派和比喻不能共存。就在這裡，它們漂浮在水面上，沒有煉金術般的平衡。“
評論家們對第一季的結局意見不一，康英科說“劇集後期的轉彎令人失望地讓故事駛向平靜的水域。一旦動盪結束，只剩下泡沫。” 其他評論家，如Vox的艾米麗·聖詹姆斯認為結局的虎頭蛇尾性質恰恰是節目的重點，並強調了懷特對權勢和特權的評論。
美國電影學院將其評為2021年十大最佳電視節目之一。

#### 第二季
對於第二季，爛番茄根據94條評論報告了93%的支持率，平均評分為8.10/10。該網站的評論家一致認為，“將其熱帶服飾換成歐洲時尚，同時主要關注肉慾的腐蝕性影響，《白蓮花大飯店》仍然是一塊充滿砒霜的餅乾，而且會順利進行。” 在Metacritic上，第二季基於40位評論家的評分為81/100分，表示“普遍好評”。
多位評論家表示，懷特憑藉敏銳的寫作、他的合奏演員和更集中的情節線重複了第一季的成功，有人說這是對第一季的改進。 《衛報》的露西·曼根（Lucy Mangan）給第二季打了5分（滿分 5 分）並寫道：“文字一如既往地密集和層次分明，情節完美無瑕，觀眾的同情——或厭惡——永遠不會在一個地方停留太久。“ 康英科為《紐約客》撰稿，給出了積極的評價，他寫道：“第一季的毫無氣勢社會學宿命論，由於2019冠状病毒病疫情的限制，與幽閉恐怖的製作相匹配，讓位於更成熟的戲劇，因為以及對角色的階級關注如何與性別焦慮融合的更深入探索。” RogerEbert.com的布萊恩·塔利科（Brian Tallerico）寫道：“麥克·懷特是一個傑出作家，他對一場迷人的晚餐談話感到興奮，就像他是一個謀殺之謎，所以即使情節比第一次更糟，他的角色的方式相互反彈，拆開他們的社會結構，仍然令人著迷。” The Ringer的艾莉森·赫爾曼（Alison Herman）稱讚了這部劇以性別政治為主題，寫道：“懷特知道性愛和金錢一樣，是一種權力形式，彼此之間有著密切的聯系。” Salon.com的梅蘭妮·麥克法蘭（Melanie McFarland）觀察到，“你可能不想和你正在觀看的人在同一個房間裡，但光是這些景色就提供了一種逃避現實的感覺，這在電視上是沒有的。”。 特拉維斯·M·安德魯斯（Travis M.Andrews）在《華盛頓郵報》上寫道：“儘管這些新劇集有時會曲折出現，但第二季的情節更加緊湊，有足夠多的新想法，甚至最古板的見解也被懷特犀利的寫作所强化，讓人耳目一新。” 一些評論家對米婭和露西婭這兩個西西里女孩表示歡迎，她們的情節與許多飯店客人的情節有交集。他們表示，她們的出現似乎是懷特對上一季關注白人、富裕的主角的責備的回應。 其他人指出，第二季如何“以一種前一季沒有的方式投資於恐怖意象，這是本季最好的台詞之一。”
其他人則認為，從階級批判的主題轉向性別角色，這使得觀察變得不那麼吸引人。 為《紐約》撰稿的羅珊娜·哈達迪（Roxana Hadadi）表示，第二季“以不忠為中心，效果減弱”，並且“還有一種新的直率和明顯的猶豫，這使得第二季不會像前一季那樣受到重創和傷痕累累。” 《浮華世界》的理查·勞森（Richard Lawson）寫道，第二季是“一組充滿活力有可旋轉的盤子，懷特用他一貫的尖酸刻薄和憂鬱調和而成。不過，這一季的事情確實感覺不那麼尖銳了。”  《大西洋》的李雪麗（Shirley Li）指出：“第二季和第一季一樣精彩，但在手法上並沒有那麼刻薄。” NPR的Linda Holmes在評論大飯店員工的作用越來越弱時寫道：“從主題上講，如果沒有賓客如何看待自己和員工如何看待他們之間的緊張關係，《白蓮花大飯店》似乎隨波逐流。由於第一季的所有批評以及關於它是在諷刺富人和白人角色對他們周圍的人缺乏興趣還是只是複制它的公平問題，總是很清楚這部劇想要講述什麼，或者認為它是關於什麼的。它正在嘗試關於財富和粗心大意的弱點；懷特在這個故事中的去向就不太清楚了。”
與第一季一樣，美國電影學會將其評為2022年十大最佳電視節目之一。

## 音樂
克里斯托瓦·塔皮亞·德·維爾為影集創作原聲音樂。數位版原聲帶於2021年7月12日在亞馬遜和iTunes上發行。
| 曲序     | 曲目     | 时长  |
| -------- | -------- | ----- |
| 1.       |          | 1:19  |
| 2.       |          | 2:36  |
| 3.       |          | 0:28  |
| 4.       |          | 0:55  |
| 5.       |          | 1:14  |
| 6.       |          | 3:57  |
| 7.       |          | 1:20  |
| 8.       |          | 1:16  |
| 9.       |          | 5:09  |
| 10.      |          | 1:07  |
| 11.      |          | 0:34  |
| 12.      |          | 3:27  |
| 13.      |          | 2:02  |
| 14.      |          | 1:25  |
| 15.      |          | 1:00  |
| 16.      |          | 1:08  |
| 17.      |          | 0:51  |
| 18.      |          | 2:13  |
| 19.      |          | 2:17  |
| 20.      |          | 3:21  |
| 21.      |          | 1:52  |
| 22.      |          | 1:05  |
| 23.      |          | 4:46  |
| 24.      |          | 2:03  |
| 25.      |          | 2:25  |
| 26.      |          | 5:49  |
| 27.      |          | 1:44  |
| 28.      |          | 5:09  |
| 总时长： | 总时长： | 62:32 |

### 收視

#### 第一季
| 序 | 標題       | 播出日期      | 收視率 （18–49歲） | 收視率變化 （%） | 收視人数 （百萬） | 收視人数變化 （%） | DVR收視率 （18–49歲） | DVR收視人数 （百萬） | 總收視率 （18–49歲） | 總收視人数 （百萬） |
| -- | ---------- | ------------- | ------------------ | ---------------- | ----------------- | ------------------ | --------------------- | -------------------- | -------------------- | ------------------- |
| 1  | 到達       | 2021年7月11日 | 0.08               | 不適用           | 0.420             | 不適用             | 0.04                  | 0.198                | 0.12                 | 0.618               |
| 2  | 新的一天   | 2021年7月18日 | 0.06               | −25▼             | 0.459             | +9.29▲             | 0.06                  | 0.298                | 0.12                 | 0.757               |
| 3  | 神秘的猴子 | 2021年7月25日 | 0.11               | +83.33▲          | 0.478             | +4.14▲             | 0.08                  | 0.392                | 0.19                 | 0.870               |
| 4  | 轉換觀點   | 2021年8月1日  | 0.14               | +27.27▲          | 0.515             | +7.74▲             | 不適用                | 不適用               | 不適用               | 不適用              |
| 5  | 食蓮者     | 2021年8月8日  | 0.11               | −21.43▼          | 0.541             | +5.05▲             | 不適用                | 不適用               | 不適用               | 不適用              |
| 6  | 離開       | 2021年8月15日 | 0.17               | +54.55▲          | 0.850             | +57.12▲            | 0.06                  | 0.349                | 0.23                 | 1.199               |

#### 第二季
| 序 | 標題       | 播出日期       | 收視率 （18–49歲） | 收視人数 （百萬） | DVR收視率 （18–49歲） | DVR收視人数 （百萬） | 總收視率 （18–49歲） | 總收視人数 （百萬） |
| -- | ---------- | -------------- | ------------------ | ----------------- | --------------------- | -------------------- | -------------------- | ------------------- |
| 1  | 您好       | 2022年10月30日 | 0.06               | 0.460             | 待定                  | 待定                 | 待定                 | 待定                |
| 2  | 義大利之夢 | 2022年11月6日  | 0.08               | 0.421             | 待定                  | 待定                 | 待定                 | 待定                |
| 3  | 金牛象     | 2022年11月13日 | 0.06               | 0.474             | 待定                  | 待定                 | 待定                 | 待定                |
| 4  | 在沙盒中   | 2022年11月20日 | 0.07               | 0.416             | 待定                  | 待定                 | 待定                 | 待定                |
| 5  | 這就是愛   | 2022年11月27日 | 0.11               | 0.641             | 待定                  | 待定                 | 待定                 | 待定                |
| 6  | 綁架       | 2022年12月4日  | 0.10               | 0.684             | 待定                  | 待定                 | 待定                 | 待定                |
| 7  | 再次相遇   | 2022年12月11日 | 0.19               | 0.854             | 待定                  | 待定                 | 待定                 | 待定                |

## 資料來源
1. ↑  Lee, Benjamin. . The Guardian. 2021-07-09  [2021-07-27]. （原始内容存档于2021-07-26）.
2. ↑  Fry, Naomi. . The New Yorker. 2021-07-26  [2021-07-27]. （原始内容存档于2021-07-26）.
3. ↑  Hilton, Nick. . The Independent. 2022-10-31  [2022-12-14]. （原始内容存档于2022-12-14）.
4. 1 2  White, Peter. . Deadline Hollywood. 2020-10-19  [2020-10-19]. （原始内容存档于2020-10-19）. 网址－维基内链冲突 (帮助)
5. 1 2  Gelman, Vlada. . TVLine. 2021-05-10  [2021-05-10]. （原始内容存档于2021-05-14）.
6. ↑  . Harper's BAZAAR. 2024-05-30  [2024-11-23] （中文（臺灣））.
7. 1 2  Ausiello, Michael. . TVLine. 2022-09-23  [2022-09-23]. （原始内容存档于2022-09-23）.
8. 1 2 3  Swift, Andy. . TVLine. 2022-11-18  [2022-11-18]. （原始内容存档于2022-11-18）.
9. ↑  . Harper's BAZAAR. 2024-05-30  [2024-11-23] （中文（臺灣））.
10. ↑  Otterson, Jason. . Variety. 2022-09-12  [2022-09-12]. （原始内容存档于2022-09-13）.
11. 1 2  Hipes, Patrick. . Deadline. 2021-12-08  [2022-08-31]. （原始内容存档于2021-12-08）.
12. 1 2  Lewis, Hilary. . The Hollywood Reporter. 2022-12-09  [2022-12-10]. （原始内容存档于2022-12-09）.
13. ↑   (新闻稿). HBO. 2021-06-23  [2021-07-01]. （原始内容存档于2021-07-03） –The Futon Critic.
14. 1 2 3 4 5 6 7 8 9 10 11 12  . WarnerMedia (新闻稿). 2021-05-10  [2021-05-10]. （原始内容存档于2021-05-10）.
15. 1 2 3 4  . HBO.   [2021-07-21]. （原始内容存档于2021-07-21）.
16. 1 2  Phillips, Patrick. . Looper. 2021-07-06  [2021-08-02]. （原始内容存档于2021-08-02）.
17. 1 2 3 4 5  Andreeva, Nellie. . Deadline Hollywood. 2022-01-18  [2022-01-18]. （原始内容存档于2022-01-18）. 网址－维基内链冲突 (帮助)
18. 1 2 3 4 5  Andreeva, Nellie. . Deadline Hollywood. 2022-02-10  [2022-02-10]. （原始内容存档于2022-02-10）. 网址－维基内链冲突 (帮助)
19. 1 2 3 4  Rice, Lynette. . Deadline Hollywood. 2022-03-18  [2022-03-18]. （原始内容存档于2022-03-18）. 网址－维基内链冲突 (帮助)
20. ↑  Grobar, Matt. . Deadline Hollywood. 2022-07-18  [2022-07-21]. （原始内容存档于2022-07-21）. 网址－维基内链冲突 (帮助)
21. 1 2  Andreeva, Nellie. . Deadline Hollywood. 2022-01-05  [2022-01-05]. （原始内容存档于2022-01-11）. 网址－维基内链冲突 (帮助)
22. 1 2  Ausiello, Michael. . TVLine. 2022-01-10  [2022-01-10]. （原始内容存档于2022-01-10）.
23. ↑  Smyth, Tom. . Vulture. 2022-10-30  [2022-10-30]. （原始内容存档于2022-10-31）.
24. 1 2 3  Berman, Marc. . Programming Insider. 2021-07-12  [2021-08-17]. （原始内容存档于2021-07-22） （美国英语）.
25. 1 2 3  Berman, Marc. . Programming Insider. 2021-07-19  [2021-08-17]. （原始内容存档于2021-08-17） （美国英语）.
26. 1 2 3  Berman, Marc. . Programming Insider. 2021-07-26  [2021-08-17]. （原始内容存档于2021-08-17） （美国英语）.
27. 1 2 3  Metcalf, Mitch. . Showbuzz Daily. 2021-08-17  [2021-08-17]. （原始内容存档于2021-08-22） （美国英语）.
28. 1 2  Metcalf, Mitch. . Showbuzz Daily. 2022-11-01  [2022-11-01]. （原始内容存档于2022-11-19）.
29. 1 2  Metcalf, Mitch. . Showbuzz Daily. 2022-11-08  [2022-11-08]. （原始内容存档于2022-11-19）.
30. 1 2  Salem, Mitch. . Showbuzz Daily. 2022-11-15  [2022-11-15]. （原始内容存档于2022-11-19）.
31. 1 2  Metcalf, Mitch. . Showbuzz Daily. 2022-11-22  [2022-11-22]. （原始内容存档于2022-12-04）.
32. 1 2  Salem, Mitch. . Showbuzz Daily. 2022-11-30  [2022-11-30]. （原始内容存档于2022-11-30）.
33. 1 2  Metcalf, Mitch. . Showbuzz Daily. 2022-12-06  [2022-12-06]. （原始内容存档于2022-12-08）.
34. 1 2  Salem, Mitch. . Showbuzz Daily. 2022-12-13  [2022-12-13]. （原始内容存档于2022-12-13）.
35. ↑  Porter, Rick. . The Hollywood Reporter. 2020-10-19  [2020-10-19]. （原始内容存档于2020-11-29）.
36. ↑  Del Rosario, Alexandra. . Deadline Hollywood. 2021-08-10  [2021-08-10]. （原始内容存档于2021-08-28）. 网址－维基内链冲突 (帮助)
37. 1 2  Andreeva, Nellie. . Deadline Hollywood. 2022-02-28  [2022-02-28]. （原始内容存档于2022-02-28）. 网址－维基内链冲突 (帮助)
38. ↑  Bucksbaum, Sydney. . Entertaiment Weekly. 2022-09-29  [2022-12-09]. （原始内容存档于2022-12-09） （英语）.
39. ↑  McHenry, Jackson. . Vulture. 2022-08-29  [2022-12-09]. （原始内容存档于2022-12-09） （美国英语）.
40. ↑  Swift, Andy. . TVLine. 2020-10-19  [2020-10-19]. （原始内容存档于2021-03-03）.
41. ↑  Petski, Denise. . Deadline Hollywood. 2020-10-30  [2020-10-30]. （原始内容存档于2020-10-30）. 网址－维基内链冲突 (帮助)
42. ↑  Arthur, Kate. . Variety. 2021-08-10  [2021-08-14]. （原始内容存档于2021-08-14）. 网址－维基内链冲突 (帮助)
43. ↑  Ausiello, Michael. . TVLine. 2021-10-15  [2021-10-15]. （原始内容存档于2021-10-15）.
44. ↑  Otterson, Joe. . Variety. 2020-10-19  [2020-10-19]. （原始内容存档于2021-07-01）.
45. 1 2 3  Jacobs, Matthew. . TV Guide. 2021-06-30  [2021-07-01]. （原始内容存档于2021-07-01）.
46. ↑  Rorke, Robert. . Architectural Digest. Condé Nast. 2021-07-28  [2021-08-18]. （原始内容存档于2021-08-18）. The crew took over the hotel ballroom and sewed enough curtains, pillows, and headboard covers to take the resort from understated to vibrant
47. ↑  Cerizo, Kehaulani. . The Maui News. 2020-11-21  [2021-04-30]. （原始内容存档于2021-05-01）.
48. ↑  Aurthur, Kate; Shanfeld, Ethan. . Variety. 2022-01-20  [2022-01-20]. （原始内容存档于2022-01-20）. 网址－维基内链冲突 (帮助)
49. ↑  Eakin, Marah. . Dwell. 2022-11-14  [2022-12-08]. （原始内容存档于2022-12-09）.
50. ↑  Wallace, Rachel. . Architectural Digest. 2022-11-29  [2022-12-08]. （原始内容存档于2022-12-07）.
51. ↑  . Balarm. 2022-12-01  [2022-12-08]. （原始内容存档于2022-12-09） （意大利语）.
52. ↑  McHenry, Jackson. . Vulture. 2022-08-29  [2022-12-12]. （原始内容存档于2022-12-09） （美国英语）.
53. ↑  Moore, Paul. . Irish Mirror. 2021-07-30  [2021-07-30]. （原始内容存档于2021-08-05）.
54. ↑  . Rotten Tomatoes.   [2022-08-03].
55. ↑  {{cite Metacritic |title=The White Lotus |id=the-white-lotus |type=tv |season=1 |access-date=2022-08-03|publisher_hide=y}
56. 1 2  Berman, Judy. . Time. 2021-06-30  [2022-12-06]. （原始内容存档于2022-12-06） （英语）.
57. 1 2 3  Poniewozik, James. . The New York Times. 2021-07-08  [2022-12-06]. ISSN 0362-4331. （原始内容存档于2022-12-05） （美国英语）.
58. 1 2  Hadadi, Roxana. . RogerEbert.com. 2021-07-07  [2022-12-06]. （原始内容存档于2022-12-06） （英语）.
59. ↑  Obie, Brooke. . Refinery29（英语：Refinery29）. 2021-08-20  [2022-12-06]. （原始内容存档于2022-12-06） （英语）.
60. 1 2  Kuga, Mitchell. . Vox. 2021-08-15  [2022-12-06]. （原始内容存档于2022-12-06） （英语）.
61. ↑  VanArendonk, Kathryn. . Vulture. 2021-08-15  [2022-12-06]. （原始内容存档于2022-12-06） （美国英语）.
62. 1 2  Kang, Inkoo. . The Washington Post. 2021-07-09  [2022-12-06]. （原始内容存档于2021-09-22）.
63. 1 2  Turner, Kyle. . The Observer. 2021-08-16  [2022-12-06]. （原始内容存档于2022-12-06） （美国英语）.
64. ↑  Paskin, Willa. . Slate. 2021-07-12  [2022-12-06]. （原始内容存档于2022-12-06） （英语）.
65. ↑  St. James, Emily. . Vox. 2021-08-16  [2022-12-06]. （原始内容存档于2022-12-06） （英语）.
66. ↑  Herman, Alison. . The Ringer. 2021-08-15  [2022-12-09]. （原始内容存档于2022-12-09） （英语）.
67. ↑  . Rotten Tomatoes.   [2022-12-13]. Missing or empty |title=
68. ↑  . Metacritic.   [2022-11-14]. Missing or empty |title=
69. ↑  Lowry, Brian. . CNN. 2022-10-28  [2022-12-09]. （原始内容存档于2022-12-10） （英语）.
70. ↑  Ferguson, LaToya. . TheWrap. 2022-10-30  [2022-12-09]. （原始内容存档于2022-12-09） （美国英语）.
71. ↑  Miller, Liz Shannon. . Consequence. 2022-10-24  [2022-12-09]. （原始内容存档于2022-12-09） （美国英语）.
72. ↑  Han, Angie. . The Hollywood Reporter. 2022-10-24  [2022-12-09]. （原始内容存档于2022-12-09） （美国英语）.
73. ↑  Mangan, Lucy. . The Guardian. 2022-10-25  [2022-11-30]. （原始内容存档于2022-11-30）.
74. ↑  Kang, Inkoo. . The New Yorker. 2022-11-01  [2022-12-09]. （原始内容存档于2022-12-09） （美国英语）.
75. ↑  Tallerico, Brian. . RogerEbert.com. 2022-10-28  [2022-12-09]. （原始内容存档于2022-12-09） （英语）.
76. 1 2  Herman, Alison. . The Ringer. 2022-10-28  [2022-12-09]. （原始内容存档于2022-12-09） （英语）.
77. ↑  McFarland, Melanie. . Salon. 2022-10-30  [2022-12-09]. （原始内容存档于2022-12-09） （英语）.
78. ↑  Andrews, Travis M. . The Washington Post. 2022-10-28  [2022-12-09]. （原始内容存档于2022-10-29）.
79. 1 2  Hadadi, Roxana. . Vulture. 2022-10-28  [2022-12-06]. （原始内容存档于2022-12-06） （美国英语）.
80. 1 2  Sepinwall, Alan. . Rolling Stone. 2022-10-24  [2022-12-10]. （原始内容存档于2022-10-24）.
81. ↑  Reid, Joe. . Primetimer. 2022-12-02  [2022-12-09]. （原始内容存档于2022-12-09） （英语）.
82. ↑  Lawson, Richard. . Vanity Fair. 2022-10-24  [2022-12-09]. （原始内容存档于2022-12-06） （美国英语）.
83. ↑  Li, Shirley. . The Atlantic. 2022-10-31  [2022-12-09]. （原始内容存档于2022-12-09） （英语）.
84. ↑  Holmes, Linda. . NPR. 2022-10-28  [2022-12-09]. （原始内容存档于2022-12-09） （英语）.
85. 1 2  . TV Series Finale. 2021-07-20  [2021-07-21]. （原始内容存档于2021-08-02） （美国英语）.

## 外部連結
- 互联网电影数据库（IMDb）上《白蓮花大飯店》的资料（英文）
- 豆瓣电影上《白蓮花大飯店》的資料 （简体中文）